# Zastava Vatikana
Zastava Vatikanskog Grada sastoji se od dva polja jednake veličine žute (simbol zlata) i bijele boje. Kada je zastava izvješena, žuto polje je uz koplje. Omjer širine i dužine zastave su 1:1. Naime, zastava Vatikana i zastava Švicarske su jedine državne zastave na svijetu kvadratičnog oblika.
Na sredini bijelog polja nalaze se dva ukrižena ključa, jedan žute boje i drugi bijele boje koji su povezani crvenom vrpcom. Iznad ključeva smještena je papinska tijara. Ključevi i tijara predstavljaju grb Vatikana
Zastava je prihvaćena 7. lipnja 1929. Iste je godine papa Pio XI. potpisao ugovor s Italijom, kojim je konačno riješeno pitanje Papinske države.